# Jay H. Gordon
Jay H. Gordon (* 10. Oktober 1930 in Bellows Falls, Vermont; † 4. Dezember 2007 in Montpelier, Vermont) war ein US-amerikanischer Politiker, der von 1965 bis 1969 State Auditor von Vermont war.

## Leben
Jay Herman Gordon war Sohn von Harry Gordon und Annie Mandell Gordon. Am Koreakrieg nahm er als Oberleutnant teil. Er besuchte die Dean Academy in Franklin und machte im Jahr 1953 seinen Abschluss an der University of Vermont. Der Master folgte im Jahr 1959 an der New York University. Während er seinen Master machte, arbeitete er von 1959 bis 1965 als Auditor für Peat, Maarwick Mitchell and Company.
Als Mitglied der Demokratischen Partei von Vermont war er von 1965 bis 1969 State Auditor von Vermont. Für mehrere Vermonter Gouverneure war er als Berater tätig. zudem Präsident der Handelskammer von Vermont, und der Vermont Society of Certified Public Accountants, Mitglied des Board of Trustees des Vermont State Colleges und Direktor der Central Vermont Economic Development Corporation sowie der Vermont Green-Up. Auch war er Mitglied im Beirat der Howard Bank und der BankNorth Group. Zudem gehörte er den Freimaurern an, den Elks und dem Rotary Club. Zudem gehörte er zur Beth Jacob Synagogue.
Im Jahr 1990 wurde er Professor für Buchhaltung an der Norwich University. Diese Tätigkeit übte er bis zum Jahr 2001 aus. Mit über siebzig Jahren lernte er Hebräisch.
Er heiratete im Jahr 1964 Joan Caroline Plumpton. Gordon starb zusammen mit seiner Frau, Joan am 4. Dezember 2007 an einer Rauchgasvergiftung. Das Paar hatte zwei Söhne. Die Gräber von Jay H. Gordon und Joan Gordon befinden sich auf dem Norwich University Cemetery.